# فائوستینا (فیلم ۱۹۹۵)
فائوستینا (لهستانی: Faustyna) یک فیلم زندگی‌نامه‌ای درام لهستانی است که در سال ۱۹۹۵ منتشر شد. این فیلم دربارهٔ زندگی عارف و راهبهٔ کلیسای کاتولیک فائوستینا کوواسکا است که ظهور عیسی مسیح بر او، الهام‌بخش نیایش‌ها و اعتقاد کلیسای کاتولیک به «رحمت الهی» شد.

## گزیدهٔ بازیگران
- دوروتا سگدا در نقش خواهر روحانی فائوستینا کوواسکا[۱]
- کشیشتف واکولینسکی
- دانوتا شافلارسکا
- تِـرِسا بوجیش-کژیژانوفسکا
- استانیسواوا تسلینسکا
- زوفیا ریشوونا
- ماوگوژاتا روژنیاتوفسکا
- ادیتا یونگوفسکا
- آنا میلفسکا
- یانوش میخائوفسکی
- رناتا برگر
- ماریا گوادگوفسکا
- پیوتر پاوئوفسکی
- میروسواوا دوبرافسکا
- آگنیشکا چکاینسکا